# 川津明日香
川津 明日香（かわづ あすか、2000年〈平成12年〉2月12日 - ）は、日本の女性ファッションモデル、女優、グラビアモデル、YouTuberである。
東京都出身。アービングを経て、エイジアプロモーションに一度所属し、2023年からアービングに復帰した。血液型はA型。

## 略歴
中学2年のときに東京・原宿で8社に列を作ってスカウトされた。
2014年、「ミスセブンティーン2014」のグランプリに選ばれ、芸能界入り。『Seventeen』（集英社）2014年10月号より同誌専属モデルとなった。
2015年12月22日・23日、翌年2016年2月27日に公開の映画『黒崎くんの言いなりになんてならない』のテレビドラマ版として放送され、テレビドラマ初出演で女優デビュー。
2016年2月27日公開の映画『黒崎くんの言いなりになんてならない』で映画デビュー。
4月よりめざましテレビの「イマドキ」のコーナーで2019年3月までイマドキガールとして出演した。
10月12日から12月14日放送の金曜ドラマ『砂の塔〜知りすぎた隣人』（TBS）で連続ドラマ初出演。
2018年3月31日発売の『Seventeen』5月号で専属モデルを卒業。
5月に「ミスマガジン2018」のベスト16に選ばれた。
2019年5月11日から7月27日までAbemaTVにて放送された『恋愛ドラマな恋がしたい シーズン3』に出演。7月12日公開の映画『17歳のシンデレラ』で主演を務めて映画初主演。8月4日、エイジアプロモーションへの移籍を報告。
2020年1月4日発売の『週刊プレイボーイ』3&4号（集英社）でグラビアで登場。グラビアの仕事をすることは自分から提案したのだという。
3月30日発売の『週刊プレイボーイ』15号では初の表紙を飾った。
9月6日から2021年8月29日放送の令和仮面ライダー第2作目『仮面ライダーセイバー』（テレビ朝日）でヒロイン・須藤芽依役を務める。
12月14日、集英社のデジタルコンテンツ表彰、「グラジャパ!アワード2020」で最優秀新人賞。
2021年7月19日に初の1st写真集が同年10月20日に発売されることが発表された。
8月22日にYouTubeチャンネルを開設した。
2022年4月7日から5月26日放送のドラマイズム『モトカレ←リトライ』（MBS・テレビ神奈川 他）で鈴木仁とダブル主演を務めて、連続ドラマ初主演。同年10月18日から12月20日放送の火曜ドラマ『君の花になる』（TBS）でリリカ役を演じて、2016年10月期の『砂の塔～知りすぎた隣人』（TBS）以来6年ぶりにプライムタイムの連続ドラマにレギュラー出演した。
2023年1月期はレギュラー作品1本とゲスト出演作品2本で計3本の連続ドラマに出演した。1月5日放送の木曜ドラマ『警視庁アウトサイダー』（テレビ朝日）の第1話、1月25日から放送のドラマ+『アカイリンゴ』（朝日放送テレビ・テレビ朝日）でヒロイン役、1月31日放送の火曜ドラマ『星降る夜に』（テレビ朝日）の第3話に出演。同年8月2日に自身のインスタグラムでエイジアプロモーションを退社し、アービングに移籍したことを報告した。その年は、ウェブマガジン『steal me！』や10月期日本テレビ系金曜ドラマDEEP『秘密を持った少年たち』などに出演。
2024年2月5日より3月25日までTOKYOMXにて放送された『Suger Suger Honey』では長妻怜央とダブル主演を務め、『モトカレ←リトライ』以来2年ぶりにテレビドラマ主演。

## 人物
3歳上の姉がいる。
趣味はファッション、ネイル、ウィンドーショッピング、音楽観賞、犬と遊ぶこと。
好きな漫画は岡崎京子の作品で、『チワワちゃん』が特に好きだという。
特技はクラシックバレエ、習字。趣味は読書。
幼少期は『仮面ライダー電王』を観たくらいで、あとは『プリキュア』を見ていたが、高校生くらいのときに、有名な俳優や女優が仮面ライダーシリーズに出ていたことを知り、知人たちもスーパー戦隊シリーズや仮面ライダーシリーズに出演し始めたため、スーパー戦隊シリーズや仮面ライダーシリーズへの出演が目標の一つであったという。

## 出演

### テレビドラマ
- 黒崎くんの言いなりになんてならない（2015年12月22日・23日、日本テレビ） - 来栖タカコ 役[11]
- 砂の塔〜知りすぎた隣人（2016年10月14日 - 12月16日、TBS） - 橋口成美 役[29]
- 兄に愛されすぎて困ってます（2017年4月13日 - 5月11日、日本テレビ） - 桐野愛華 役[30]
- 咲-Saki-阿知賀編 episode of side-A（2017年12月4日 - 25日、MBS / 12月6日 - 27日、TBS） - 巽由華 役
- 3年A組-今から皆さんは、人質です- 最終話（2019年3月10日、日本テレビ） - フェイク動画・景山澪奈 役
- 私の家政夫ナギサさん 第2話（2020年7月14日 、TBS） - 日比野亜希 役[31]
- 仮面ライダーセイバー（2020年9月6日 - 2021年8月29日、テレビ朝日） - ヒロイン・須藤芽依 役[20][21]
- 科捜研の女 Season21 第11話（2022年2月10日、テレビ朝日） - 椎名美月 役[32]
- モトカレ←リトライ（2022年4月7日 - 5月26日、MBS 他） - 主演・羽木蜜 役[注 1][33][34]
- 君の花になる（2022年10月18日 - 12月20日、TBS） - リリカ 役[26][35]
- 最初はパー 第4話・最終話（2022年11月18日・12月16日、テレビ朝日） - 古川香織 役[36]
- 警視庁アウトサイダー 第1話（2023年1月5日、テレビ朝日） - 水品理奈 役[37]
- アカイリンゴ（2023年1月23日 - 3月27日、朝日放送テレビ 他） - ヒロイン・水瀬優 役[38]
- 星降る夜に 第3話（2023年1月31日、テレビ朝日） - 石田南 役[39]
- 秘密を持った少年たち（2023年10月7日 - 12月22日、日本テレビ） - 津田あずさ 役[40]
- Sugar Sugar Honey（2024年2月5日 - 3月25日、TOKYO MX） - 主演・佐原瑞月 役（長妻怜央とダブル主演）[27]
- ブラックガールズトーク 第6話（2024年3月11日、テレビ東京） - 下坂風香 役[41]
- 社内処刑人〜彼女は敵を消していく〜 第4話・第6話・第7話（2024年5月10日・24日・31日、関西テレビ） - 白石沙希・のぞみ 役（二役）[42]
- 顔に泥を塗る（2024年7月13日 - 9月21日、テレビ朝日） - 谷千夏 役[43]
- 離婚後夜（2024年10月14日 - 12月16日、朝日放送テレビ・テレビ朝日系） - 池田アカリ 役[44]
- 年下彼氏2 episode4「あの日のヒロイン」（2024年10月20日、朝日放送テレビ） - ヒロイン・アリサ 役[45]
- 今夜は…純烈 「#丁寧な港区暮らし」（2025年3月5日、テレビ東京） - 峯田成美 役[46]
- Love Sea 〜愛の居場所～（2025年8月12日 - 、フジテレビ） - 小椋ふみ 役[47]

### その他テレビ
- めざましテレビイマドキ（2016年4月 - 2019年3月、フジテレビ）
- あいつ今何してる?（2020年12月16日・2021年1月13日・1月27日・3月10日・6月6日、テレビ朝日） - パネラーゲスト[48][49][50]

### 映画
- 黒崎くんの言いなりになんてならない（2016年2月27日公開） - 来栖タカコ 役[51][52]
- 兄に愛されすぎて困ってます（2017年6月30日公開） - 桐野愛華 役[53]
- 咲-Saki-阿知賀編 episode of side-A（2018年1月20日公開） - 巽由華 役
- 17歳のシンデレラ（2019年7月12日公開） - 主演・アオイ 役
- 仮面ライダーシリーズ - 須藤芽依 役
  - 劇場短編 仮面ライダーセイバー 不死鳥の剣士と破滅の本（2020年12月18日公開） - ヒロイン[54]
  - セイバー+ゼンカイジャー スーパーヒーロー戦記（2021年7月22日公開） [55]
  - 仮面ライダー ビヨンド・ジェネレーションズ（2021年12月17日公開） [56]
- 藍に響け（2021年5月21日公開） - 真柴ヒカリ 役[57]
- 今はちょっと、ついてないだけ（2022年4月8日公開）[58]

### ウェブドラマ
- 私の部下のハルトくん 第7話（2020年8月18日、Paravi） - 日比野亜希 役
- 仮面ライダーシリーズ - 須藤芽依 役
  - 仮面ライダーセイバー スピンオフ 剣士列伝 第3・4話（2020年12月6日・20日、TELASA）
  - 仮面ライダーセイバー×ゴースト（2021年5月23日、東映特撮ファンクラブ）[59]
  - 仮面ライダースペクター×ブレイズ（2021年6月27日、東映特撮ファンクラブ）[60]
- 私たちに、明日はある。（2021年8月30日 - 9月9日、AbemaTV） - 神田萌絵 役[61]
- モトカレ←リトライ ~カノジョが知らない僕たちの本音~（2022年5月27日・6月3日、dTV） - ヒロイン・羽木蜜 役[62]
- 覆面D（2022年10月15日 - 11月26日、AbemaTV） - 橋本瑞穂 役[63][64]
- アカイリンゴ（TVer・GYAO!） - 水瀬優 役
  - デスゲーム編～犬田光の空白の一か月〜《スピンオフ》（2023年3月6日）
  - 〜歩くアロマ教師 壇田律〜 心のホームルーム 前編・後編（2023年3月12日・19日）
- クロちゃんずラブ〜やっぱり、愛だしん〜 第3話（2023年3月23日、Paravi） - 美緒 役[65]
- あざとく、かわいく、したたかに～私のこと、かわいいだけだと思ってた?～（2025年6月11日、BUMP） - 江夏典子 役[66]

### ウェブテレビ
- 恋愛ドラマな恋がしたい シーズン3（2019年5月11日 - 7月27日、AbemaTV） - あすか 役[67]
- 妄想トゥクン（2022年2月22日、AbemaTV）[68]

### オリジナルビデオ
- てれびくん超バトルDVD 仮面ライダーセイバー 集え！ヒーロー!!爆誕ドラゴンてれびくん（2021年） - 須藤芽依 役
- 仮面ライダーセイバー 深罪の三重奏（2022年5月11日、東映ビデオ） - ヒロイン・須藤芽依 役[69]

### ウェブアニメ
- 別冊 仮面ライダーセイバー 短編活動萬画集 第1集（2021年2月1日、東映特撮ファンクラブ） - 須藤芽依 役

### PV
- VIXX「花風」
- saji「ハヅキ」

### CM・イメージキャラクター
- 第33期「編集・ライター養成講座」（宣伝会議）
- ゆうちょ銀行「新生活応援キャンペーン」 [70][71]
- 首都医校・大阪医専・名古屋医専 コンセプトムービー（2020年5月 - 、学校法人日本教育財団）[72]

### ゲーム
- 仮面ライダーバトル ガンバライジング（2020年、アーケード） - 須藤芽依 役[73]

### 玩具
- 仮面ライダーセイバー トライク変形 DXガトライクフォン（2020年10月） - 須藤芽依 役

## 書籍

### 雑誌
- Seventeen（2014年10月号[1] - 2018年5月号[1]、集英社） - 専属モデル[13]
- JJ（光文社） - 専属モデル

### デジタル写真集
- どうしたって好きになる（2020年1月6日、集英社）[74]
- ココロ美人（2020年6月29日、小学館）[75]
- 高く、美しく。（2020年9月7日、集英社）[76]
- ヒロインの休日（2020年12月7日、集英社）[77]
- Winter Fairy -冬の妖精-（2021年2月4日、集英社）[78]
- ビビとレベッカ（2021年2月22日、集英社）[79]
- 春風な彼女（2021年3月29日、小学館）[80]
- はじめてのグラキャン（2021年4月26日、集英社）[81]
- サキドリSUMMER!!（2021年6月10日、集英社）[82]
- Long-wished Vacation!!!!!!（2021年7月29日、集英社）[83]
- Epilogue（2021年9月13日、集英社）[84]
- アスカと箱根に（2021年11月8日、小学館）[85]
- It's NEW（2022年5月23日、集英社）[86]
- 冬に咲くWinter Flower（2022年12月5日、集英社）[87]
- 晴天、沖縄、気持ちいい（2023年2月20日、集英社）
- ヤンマガアザーっす！＜YM2023年11号未公開カット＞ ヤンマガデジタル写真集（2023年4月7日、講談社）
- relight vol.1（2024年3月8日、講談社）
- relight vol.2（2024年3月8日、講談社）
- GIRLSフェロモン（2024年6月28日、講談社）
- Summer Splash（2024年7月2日、光文社）
- Cool Summer（2024年7月29日、小学館）
- 新、やまとなでしこ（2024年9月17日、集英社）[88]

### 写真集
- 明日から。（2021年10月20日、集英社、ISBN 978-4087900521）[23][89]

## ディスコグラフィ

### 参加作品
| 発売日        | 商品名                                           | 歌                                       | 楽曲             | 備考                                                        |
| ------------- | ------------------------------------------------ | ---------------------------------------- | ---------------- | ----------------------------------------------------------- |
| 2021年9月29日 | 仮面ライダーセイバー SONG BEST                   | 川津明日香                               | 「Will save us」 | テレビドラマ『仮面ライダーセイバー』挿入歌                  |
| 2022年6月22日 | 仮面ライダー 50th Anniversary TV THEME SONG BEST | 川津明日香、内藤秀一郎、山口貴也、青木瞭 | 「Bittersweet」  | オリジナルビデオ『仮面ライダーセイバー 深罪の三重奏』主題歌 |